# St. Maria Immaculata (Siegen)

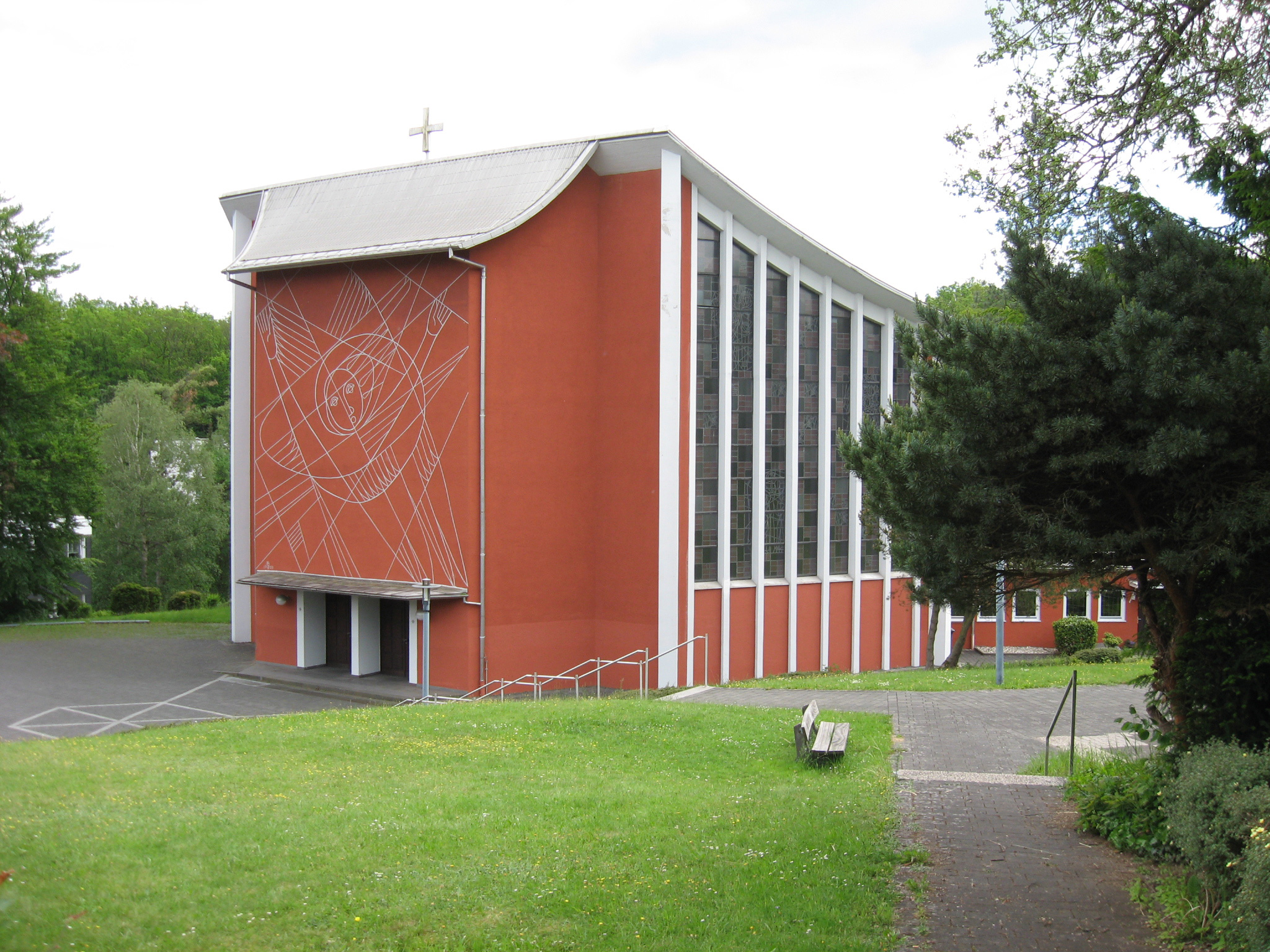
Kirche Sankt Maria Immaculata, Siegen-Geisweid (Wenscht)

St. Maria Immaculata ist eine katholische Kirche im Siegener Stadtteil Geisweid. Sie befindet sich in dem zu Geisweid gehörenden Wohngebiet Wenscht am Hans-Böckler-Platz. Sie gehört zum Pastoralen Raum Siegen-Freudenberg im Dekanat Siegen des Erzbistums Paderborn.
Die Kirche mit dem Patrozinium der ohne Erbsünde empfangenen Gottesmutter wurde im Jahr 1959 nach den Plänen des Architekten Aloys Sonntag errichtet und am 25. Oktober 1959 durch den damaligen Erzbischof von Paderborn Lorenz Kardinal Jaeger geweiht. Das Gebäude hat einen sechseckigen Grundriss mit einem darin ellipsenförmig eingeschobenen Chorraum. Es misst etwa 28 × 18 Meter und bietet 350 Personen Platz. Der über 30 Meter hohe Kirchturm aus vier sich verjüngenden Betonpfeilern mit einem geschwungenen Dach steht etwa 20 Meter vom Kirchenschiff getrennt.
Über dem Haupteingang befindet sich ein monumentales Sgraffito auf der roten Wandfläche, das einen stilisierten Verkündigungsengel darstellt. An der Chorrückwand über dem Altar befindet sich ein Mosaik des triumphierenden Christus. Auf den großen seitlichen Buntglasfensterflächen sind Motive aus dem Marienleben (Verkündigung, Heimsuchung, Geburt Christi, Kreuzigung, Pfingstwunder und Krönung Mariens) dargestellt.
Die Kirche wurde zuletzt im Jahr 2004 renoviert. Sie wurde in die Denkmalliste der Stadt Siegen eingetragen.